# Gabriel Pleydell

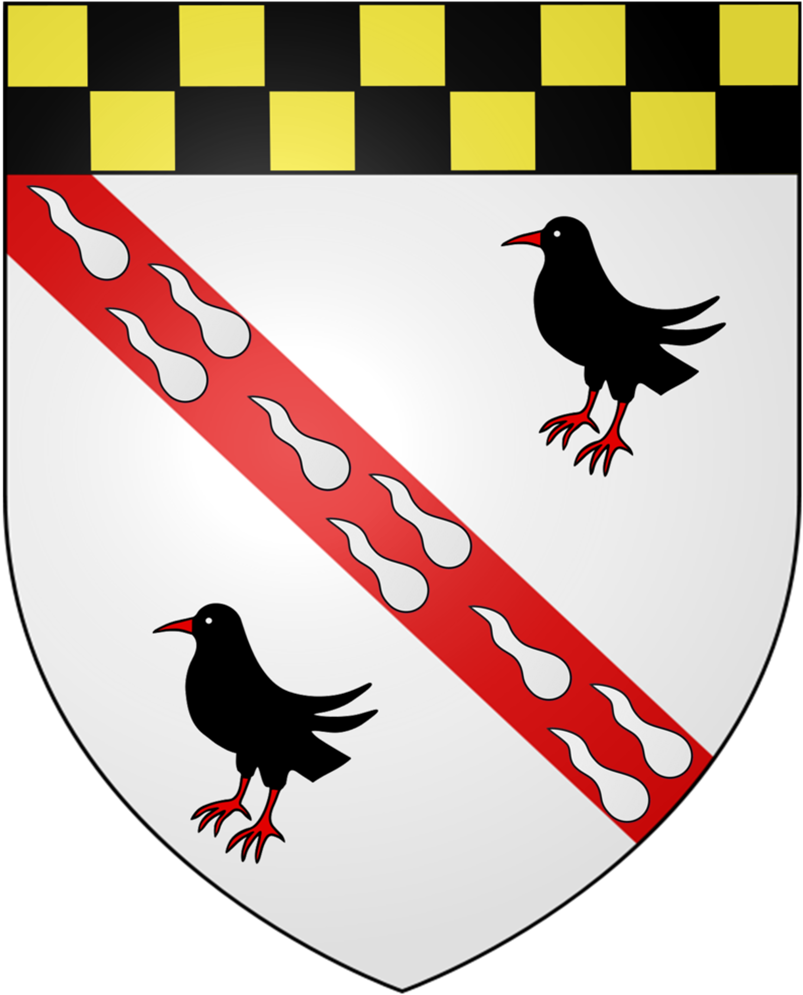
Brasão da família Pleydell de Lydiard Tregoze, Wiltshire.

Gabriel Pleydell (fl. 1519 – c. 1591) de Midg Hall, na região de Lydiard St. John (posteriormente Lydiard Tregoze) em Wiltshire, foi um proprietário de terras e político inglês que trabalhou como membro do Parlamento para os distritos eleitorais de Wootton Bassett e Marlborough no Parlamento da Inglaterra. Pleydell nasceu antes de 1519 em uma família grande e rica. Ingressou na política em março de 1553 como membro de Wootton Bassett, perto de sua propriedade familiar em Midgehall, Wiltshire. A eleição de Pleydell para o distrito eleitoral de Marlborough, dois anos depois, pode ter sido possibilitada pelas conexões influentes de seu pai. Posteriormente, retornou ao assento de Wootton Bassett a pedido de Sir John Thynne em 1563; o mesmo havia apoiado Thynne em uma disputa para ser o Cavaleiro do Condado em 1559.
A vida política e pessoal de Pleydell é marcada por controvérsias jurídicas. Quase sempre um réu em tribunal, cujas alegações conhecidas envolvem a expulsão forçada dos moradores de uma senhoria, entrada forçada e apreensão de bens de uma propriedade privada, proteção ilegal de condenados da justiça, falsificação de documentos em benefício próprio e caça ilegal. Foi acusado de ser um dos líderes de um complô para exilar a rainha Maria I da Inglaterra, e talvez seja mais conhecido por sua alegação polêmica de privilégio parlamentar depois que foi considerado culpado desse crime em 1555, uma ação que causou sério desacordo entre os Câmara dos Comuns e Câmara dos Lordes. Acusações judiciais durante a maior parte de sua carreira política na prisão de Fleet e na Torre de Londres ajudaram a "confirmar Gabriel Pleydell como uma referência na história parlamentar", segundo um historiador moderno. Morreu entre 19 de dezembro de 1590 e 3 de fevereiro de 1591.

## Primeiros anos
Pleydell nasceu em 1519. O sexto de nove filhos, era o quarto filho do agricultor arrendatário William Pleydell, em Coleshill, Berkshire — agora intitulado Oxfordshire — e de Agnes Reason (filha de Robert Reason de Corfe Castle, Dorset). Seu irmão mais novo se chamava John Pleydell, membro de Cricklade em 1593. Acreditava-se que a família Pleydell eram descendentes de Thomas de Coleshill, um cavaleiro que recebeu o título honorífico de mesmo nome em 2 de março de 1275 pelo rei Eduardo I. Gabriel chegou na maioridade em 1540, mantendo terras que pertenceram a Sir Anthony Hungerford em Eysey (perto da região de Cricklade).
O pai de Pleydell, William, recebeu um arrendamento de 95 anos da propriedade Midgehall em Lydiard Tregoze pelo abade de Stanley Abbey em 1534. Um registro de 1545, ordenando que Gabriel pagasse 26 xelins e 8 pence pelas taxas de benevolência para a coroa sob o rei Henrique VIII, indica que logo estava administrando os assuntos financeiros de Midgehall. Seu pai lhe confiou em 1549 o arrendamento da mansão em West Ilsley, Berkshire e, em setembro de 1553, um subarrendamento da propriedade Midgehall. William morreu em 1555, deixando o contrato completo de Midgehall para sua esposa, Agnes. Quando ela faleceu em 1567, Gabriel desafiou, sem sucesso, o testamento de sua mãe (uma ação que afastou seu irmão mais novo, John), apesar de herdar a locação da propriedade. O pai de Pleydell, originalmente, pretendia que dois de seus filhos mais velhos — Virgílio e Tobias — sucedessem o controle da propriedade antes de Gabriel. Virgílio morreu por volta de 1559 e, em 1567, Tobias morava em Chipping Faringdon por 11 anos, levando-o a abrir mão de sua herança.

## Casamento e filhos

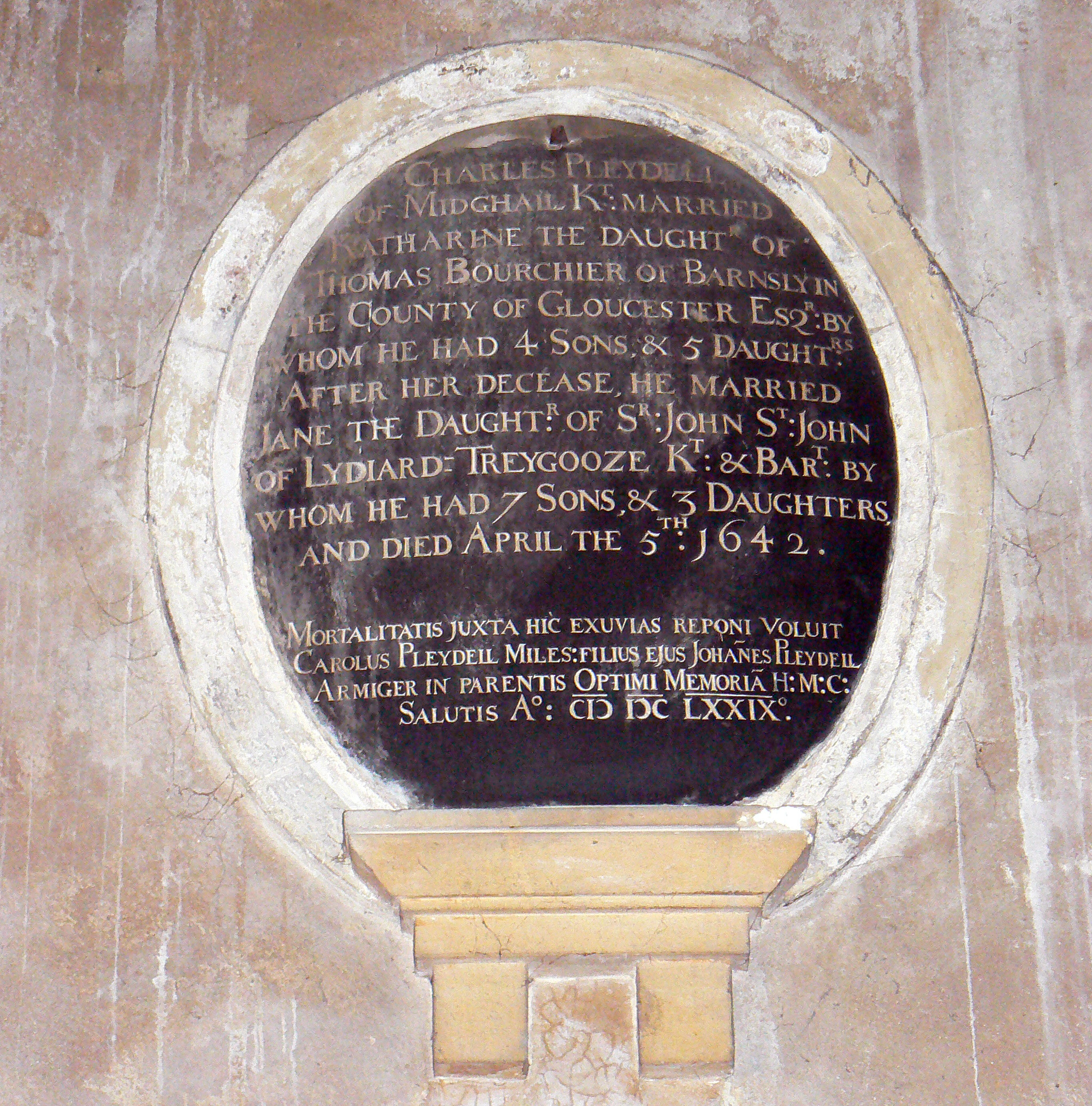
Monumento ao Sir Charles Pleydell, neto de Gabriel, na Igreja de Santa Maria, Lydiard Tregoze

Casou-se com Anne Stockes, filha de Harry Stockes, do condado de Sussex, com quem teve dois filhos sobreviventes:
- Oliver Pleydell, que se casou primeiro com uma filha de um certo "Palmer Esquire", do Condado de Glouscester, com quem teve um filho: Sir Charles Pleydell se casou com Katharine Bouchier, filha de Thomas Bouchier de Barnsley, Gloucestershire, com quem teve nove crianças, entre eles John Pleydell e William Pleydell.[11] Oliver Pleydell casou-se pela segunda vez com Jane St. John, filha de Sir John St. John, quatro vezes membro do Parlamento de Bedfordshire,[12] com quem teve mais dez filhos;[10]
- Agnes Pleydell, a esposa de William Bayly, uma advogada e membro do Parlamento de Chippenham de 1572 a 1583 e subxerife de Wiltshire de 1579 a 1580,[13][f] quem ela teve sete filhos, entre eles Henry Bayly um membro do Parlamento para Malmesbury em 1586 e 1589,[13] e John Bayly um membro do Parlamento para Chippenham de 1621 a 1622.[14][15]

### Outros descendentes
Gabriel é o principal nome do antepassado da família Pleydells, em Milborne St. Andrew, posteriormente alterado para Whatcombe, ambos em Dorset. Dentro desta linhagem estava Edmund Morton Pleydell, um membro do Parlamento de Dorchester, entre 1722 a 1723, e de Dorset nos anos de 1727 a 1747. Seu próprio pai, Edmund Pleydell, também trabalhou como membro do Parlamento por Wootton Bassett de dezembro de 1710 até 1715.

## Carreira parlamentar

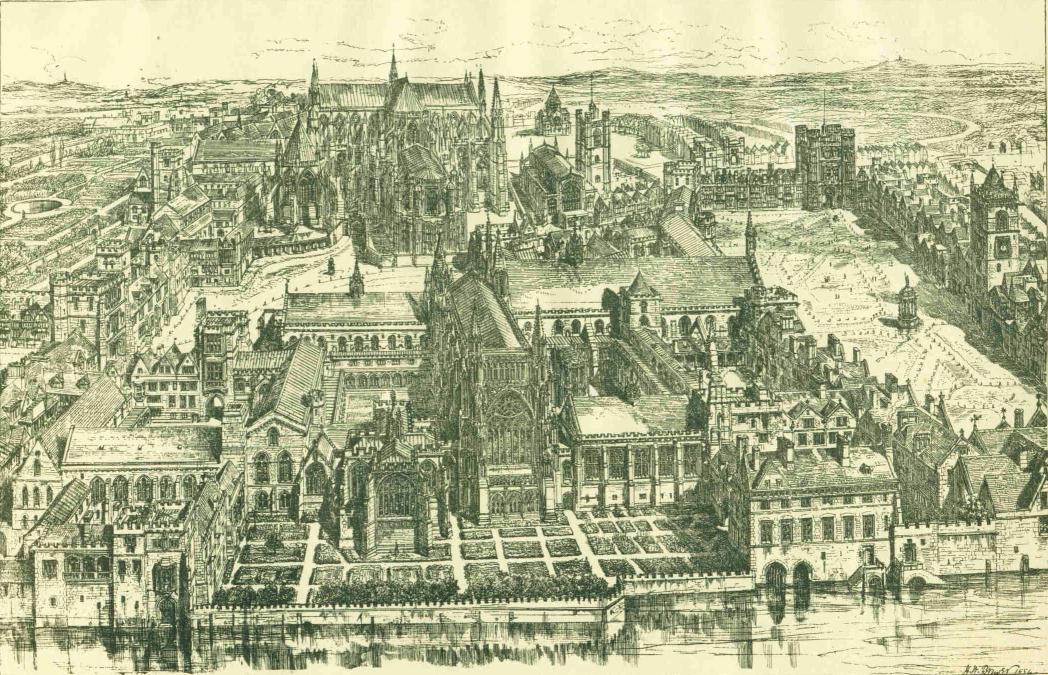
Representação vitoriana do Palácio de Westminster, do século XVI, onde o Parlamento se reunia

A entrada inicial de Pleydell no Parlamento da Inglaterra em março de 1553 como membro da cidade mercantil de Wootton Bassett foi, pelo menos em parte, possibilitada por seu status de rico proprietário de terras. Embora ainda não tivesse herdado o arrendamento da propriedade da família de Midgehall, suas compras de terras e propriedades ao redor da mansão (a uma milha do distrito eleitoral) em 1561 e 1562, sugerem que seus bens facilitaram um assento no Câmara dos Comuns do Reino Unido. A circunscrição acabou por ser abolida pelo Reform Act 1832. Os registros de sobreviventes notam o retorno de Pleydell ao Parlamento apenas por seu nome de batismo, considerado suficientemente incomum para identificá-lo completamente. Sucedendo os membros John Seymour e Robert Huick, da sessão de 1547–1552, Pleydell trabalhou com William Garrard por apenas trinta dias em março até a dissolução do Parlamento. Eles foram substituídos em outubro por Henry Poole e John Throckmorton.
Sua eleição de 1555 para Marlborough foi semelhante, contudo mais dependente de influência parentesca. O pai de Pleydell uma vez alugou as terras de Tomás Seymour na vizinha paróquia de Estrap (e possivelmente Preshute), criando uma relação de confiança entre as famílias. Depois que o irmão de Seymour, Eduardo, foi executado em 1552, sua viúva Ana herdou a responsabilidade de manter as vastas propriedades. A Duquesa nomeou Pleydell como chefe de polícia florestal da Floresta Savernake (então sob sua propriedade) antes de 1554 e como seu receptor geral naquele ano. Sua posição como policial florestal provavelmente levou à aquisição de propriedades em Chippenham e Preshute, e seu status como proprietário de terras em Preshute o ajudou a se tornar membro de Marlborough. Pleydell, trabalhando com Sir Andrew Baynton, substituiu Peter Taylor (aliás Perce) e John Broke da sessão de 1554; eles foram sucedidos por William Daniell e William Fleetwood em 1558 após um hiato parlamentar após a morte da rainha Maria I da Inglaterra.
Pleydell retornou como membro de Wootton Bassett em 1563. Sua nomeação foi possível graças ao patrocínio do ex-membro de Marlborough, Sir John Thynne, uma figura notável na política de Wiltshire que foi o guardião dos registros do condado por pelo menos vinte anos. Pleydell havia apoiado Thynne em uma disputa pela Cavalaria do Condado em 1559, o que, sem dúvida, ajudou sua candidatura à seleção parlamentar. O outro assento de Wootton Bassett foi ocupado por Matthew Poyntz, com quem Pleydell trabalhou até 1567. Christopher Dysmars e Humphrey Moseley estiveram presentes na sessão de 1559, até eles foram sucedidos em 1571 por Henry Knyvet e John Winchcombe.

## Temáticas judiciais

### Autor e réu primário
O mandato parlamentar de Pleydell foi marcado por controvérsias judiciais. Normalmente réu primário nos tribunais, foi autor em pelo menos três casos. No final do reinado do rei Eduardo VI, apresentou uma acusação na Star Chamber [en] contra vários homens que forçaram sua expulsão da mansão em Withington, Gloucestershire, que estava alugando. O segundo foi um caso levado ao Tribunal de Chancelaria entre 1558 e 1579, com Gabriel acusando seu irmão Tobias (conhecido nos documentos do tribunal como "Toby") em uma disputa sobre a propriedade de Midgehall. O mesmo Tribunal também ouviu uma disputa iniciada por Pleydell contra Sir John St. John, sogro de seu filho, em data desconhecida; Gabriel alegou que Midgehall tinha certos direitos de pastagem na área de Flaxlands, então sob propriedade de St. John.
A primeira alegação séria contra Pleydell na Star Chamber dizia respeito à expulsão forçada de um ocupante da mansão em East Grafton, Wiltshire, no final de 1553. Foi acusado de ajudar John Berwick na infração original e compor um júri favorável em Marlborough para evitar a condenação. Ambos foram considerados inocentes por violar a paz e alegaram ter agido a pedido razoável de sua empregadora, Anne Seymour; a interferência indevida em processos judiciais foi descartada. Na mesma época, Pleydell foi processado por entrada forçada e apreensão ilegal de propriedade em Little Bedwyn (com crimes semelhantes em Collingbourne Ducis), mas alegou estar agindo com base na falha do autor em pagar o aluguel pontualmente.

### Envolvimento na conspiração Dudley
Pleydell era protestante e é descrito por P. W. Hasler como "um radical religioso e político", sob a rainha Maria, e votou contra um projeto de lei do governo em 1555 enquanto era membro de Marlborough. Isso, combinado com seus crimes anteriores, pode ter sido o motivo de sua internação na notória Prisão Fleet pela dissolução do Parlamento naquele ano. Um fervoroso defensor de Sir Anthony Kingston, na Câmara dos Comuns, Pleydell veio a estar envolvido na conspiração de Sir Henry Dudley para exilar Maria e garantir a sucessão da futura rainha Isabel I ao trono (um empreendimento frustrado que levou à morte inexplicável de Kingston e o exílio voluntário de Dudley na França); a Star Chamber acusou Gabriel de incitar tumultos contra o reinado de Maria. Foi, portanto, "considerado como um líder" da conspiração e reivindicou privilégio parlamentar quando a Star Chamber o considerou culpado durante o mandato de Michaelmas na sessão de 1555. As acusações foram apoiadas por uma fiança de 500 euros e um mandado ordenado pelo tribunal, possivelmente uma ação da coroa para intimidar a futura oposição no Parlamento. A Câmara dos Comuns aceitou sua alegação de que seu privilégio havia sido violado, e enviou uma delegação liderada por Sir Robert Rochester no dia 6 de dezembro para a Câmara dos Lordes, em apoio à sua imunidade.
Os advogados David Lewis e Thomas Martin, testemunhados por Rochester, Sir William Petre e quatro membros não identificados, declararam a opinião de todos os juízes, sargentos da lei e do Sir Nicholas Hare, eleito Master of the Rolls, de que o privilégio de Pleydell não havia sido infringido e as acusações persistiriam. A Câmara dos Comuns, insatisfeita com a decisão, recusou-se a permitir novas ações contra Pleydell e pode ter bloqueado outros processos que o acusavam até sua dissolução três dias depois. Pleydell foi liberto da prisão em 28 de dezembro de 1555, após pagar uma fiança adicional de 500 euros à coroa. Sua liberdade estava condicionada ao retorno ao Star Chamber para pagar mais 45 euros no primeiro dia de seu próximo mandato, no qual foi feito. Ao ser solto, Pleydell disse ao Conselho Privado que foi punido por "falar de sua consciência (...) em um projeto de lei sobre a comunidade", uma opinião que, posteriormente, ecoou no exterior. A Star Chamber considerou seus comentários caluniosos; embora não está claro se uma ação judicial foi tomada em relação a eles.

### Proteção de criminosos
Em 1557, Pleydell foi acusado na Câmara pelo ex-associado John Berwick de proteger dois criminosos da punição. Os homens (um condenado por assassinato e o outro por cumplicidade em um roubo) eram servos de Pleydell em sua qualidade de policial florestal e guardião da floresta de Savernake. Berwick, presumido pelo historiador Stanley Thomas Bindoff como agindo por ciúme, era o detentor anterior dos títulos e envolvido em uma disputa com Pleydell sobre os direitos de propriedade perto da floresta. Pleydell contou com a ajuda de ex-membros do parlamento, entre eles William Button, Henry Clifford, Griffith Curteys e John Hooper, em julho. Eles tinham como dever examinar testemunhas e evidências de ambos os lados do argumento, e apresentaram uma lista de 240 artigos sobre as atividades dos criados. Os esforços de Pleydell foram vistos pelo tribunal como uma tentativa de minar a integridade dos juízes da rainha e, talvez, incitar a rebelião entre seus partidários. Isso, além de quebrar o compromisso de se reunir regularmente com o Conselho Privado sob fiança após sua prisão, levou ao seu indiciamento pelo procurador-geral, Edward Griffin, durante o mandato de Michaelmas. Pleydell foi encarcerado na Torre de Londres, perdendo suas duas fianças de 500 euros. Foi liberto por bom comportamento em 19 de dezembro e partiu para a casa do comerciante de tecidos Thomas Garrard (um parente de William Garrard com quem Pleydell trabalhou como membro de Wootton Bassett) após pagar uma fiança de mil euros.

### Falsificação

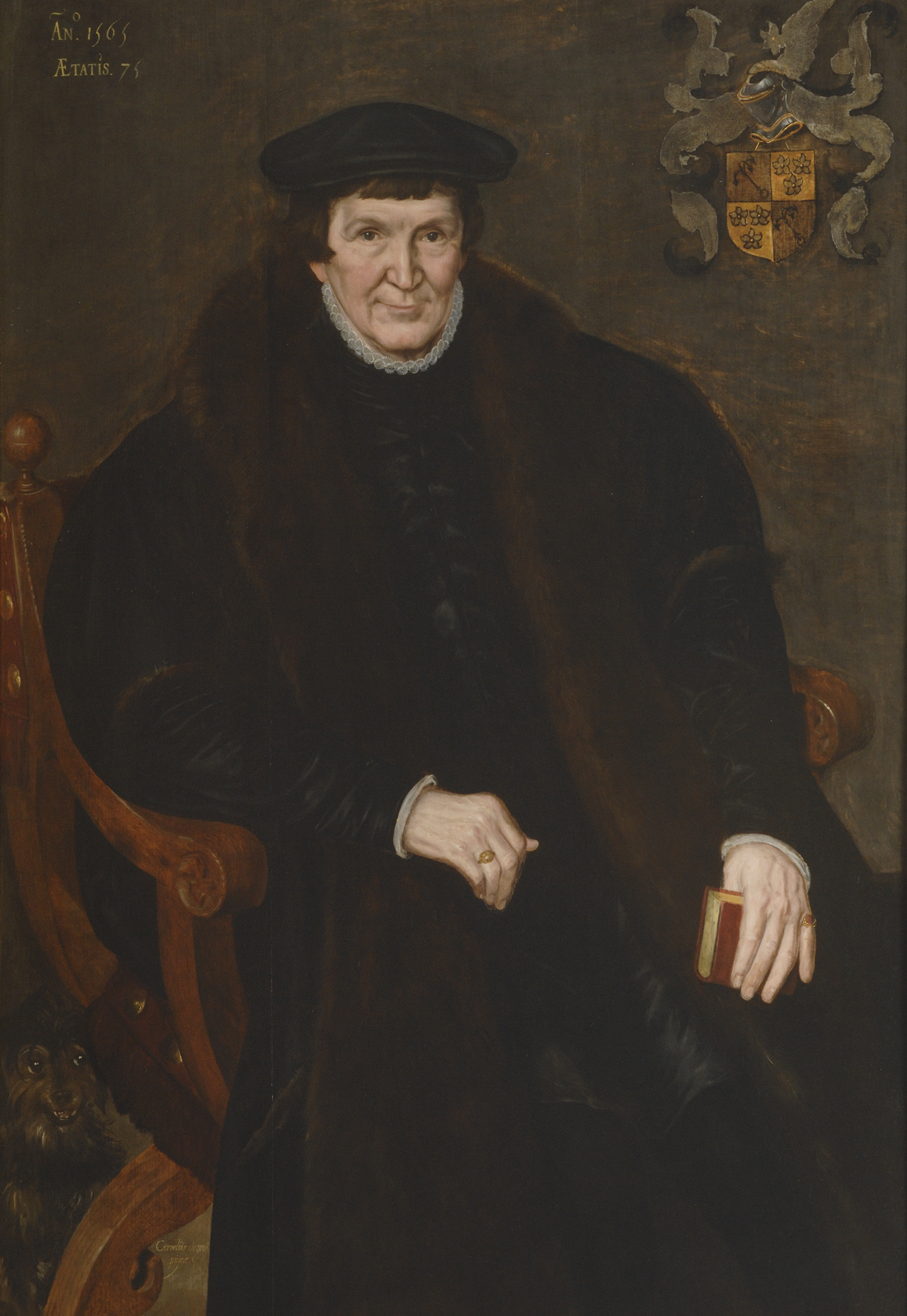
Sir William Cordell (provavelmente retratado) expressou "grande e veemente suspeita" de Pleydell

Várias alegações de falsificação foram feitas contra Pleydell no Tribunal de Chancelaria. Embora as circunstâncias de muitos sejam desconhecidas, um processo significativo foi iniciado pelo membro de Chippenham, Francis Newdigate, no início da sessão parlamentar de 1563, quando Pleydell era conhecido por ter uma dívida considerável. Newdigate, segundo marido de Anne Seymour (empregador de Pleydell), acusou Pleydell de falsificação em relação ao feudo de Monkton em seu eleitorado, que sua esposa possuía e Gabriel havia alugado desde 1559.
Os detalhes não são claros, mas Newdigate apresentou o caso à Câmara dos Comuns entre 11 e 27 de fevereiro de 1563, provavelmente à luz da discussão em torno do proposto Ato de falsificação de 1563 (5 Eliz.1 c.14). Em 22 de março, a Câmara dos Comuns reuniu um comitê num antigo escritório formado por Richard Onslow, Sir Nicholas Arnold, Walter Haddon, Thomas Norton, além do chamado Master of the Rolls, Sir William Cordell, para investigar as suspeitas de Newdigate. O envolvimento de Cordell como funcionário do judiciário pode indicar que Pleydell reivindicou novamente privilégio parlamentar contra as alegações de Newdigate, uma vez que o caso foi ouvido no Tribunal de Chancelaria enquanto era membro efetivo de Wootton Bassett. O comitê expressou "grande e veemente suspeita" de Pleydell em um relatório que leu e respondeu. Em 10 de abril, a Câmara ordenou que cópias dos documentos do comitê fossem entregues a Pleydell e Newdigate e que as evidências de Pleydell fossem mantidas pela Câmara dos Comuns, e nenhuma outra menção ao caso é evidente.
Posteriormente, a carreira de Sir Andrew Baynton, com quem Pleydell trabalhou como membro de Marlborough, foi ofuscada por dificuldades financeiras. Em uma tentativa de ganhar o favor do tribunal e reduzir suas dívidas, Baynton encarregou a Thomas Seymour com suas terras (presumidamente de forma temporária). Quando Seymour foi executado por traição em 1549, as terras caíram na posse da coroa. A rainha Maria negociou sua venda com vários membros da pequena nobreza de Wiltshire, incluindo Nicholas Snell e Pleydell. Gabriel adquiriria os solares das paróquias de Bremhill e Bromham em 1562. Acredita-se que Pleydell tenha ido mais longe na busca pelas propriedades de Baynton; ao lado de Henry Sharington, ambos seriam os executores de seu testamento após sua morte em 1564. Atribuindo a si mesmos suas propriedades em Chippenham, o casal (descrito por Alison Wall no Oxford Dictionary of National Biography como "patifes" e por R. J. W. Swales como "aventureiros sem escrúpulos") direcionou o dinheiro e as propriedades de Baynton para si mesmos, ao contrário para a vinculação pretendida dos bens para seu irmão Edward Baytun. Sharington foi, consequentemente, definido por Wall como "corrupto" e Pleydell como "notório"; de acordo acordo com Bindoff, a ação "confirma para Gabriel Pleydell um nicho na história parlamentar, prejudicando ainda mais sua reputação".
Pleydell liberou quaisquer títulos herdados das propriedades adquiridas, que incluíam os feudos dos vilarejos de Clench e Stanley, para Edward Baynton (irmão de Andrew) em 19 de julho de 1566 e o Conselho Privado, portanto, rejeitou as acusações de falsificação contra ele. Edward já suspeitava há muito tempo de Pleydell e Sharington, e apresentou uma acusação de falsificação mal sucedida contra eles a um tribunal de prerrogativas já em julho de 1560. Também ordenou um ataque aos servos de Pleydell após a aquisição das propriedades de Bremhill e Bromham.
Pleydell, seu patrono Sir John Thynne e outros foram indiciados em 1564, e voltou para a prisão de Fleet acusado de caça furtiva na floresta de Selwood. Pleydell recebeu licença sob escolta para comparecer a "grandes processos" iminentes contra si (provavelmente relacionados ao litígio de falsificação da família Baynton). Foi novamente acusado de crimes semelhantes anos depois, e a promotoria chamou Pleydell e seus cúmplices de "pessoas de longa data familiarizadas com tais dispositivos e práticas obscenas".

### Últimas controvérsias
Outros processos foram movidos contra Pleydell na reta final de sua vida. Em 1587, deveria comparecer perante o Conselho Privado para mediação em um processo pouco claro iniciado por seu sucessor na cadeira de Wootton Bassett, Sir Henry Knyvet, agora nomeado cavaleiro. Ademais, esteve registrado como morador de Towcester, em Northamptonshire para o processo Kynvet, possivelmente relacionado a um laço familiar com os Saunders da vizinha Syresham. Em julho de 1590, um escrivão do Conselho Privado registrou Pleydell como tendo retornado indefinidamente à propriedade em Midgehall.

## Morte e legado
Pleydell, "doente do corpo", escreveu seu testamento em 19 de dezembro de 1590; o documento, fornecido pelo credor Oliver Frye em 3 de fevereiro de 1591, coloca sua morte entre as duas datas. Sua esposa recebeu dez vacas e 100 ovelhas (então avaliadas em cerca de 60 libras) e metade de seus pertences pessoais e utensílios domésticos na propriedade de Midgehall. Cada um de seus servos e seu eventual local de sepultamento, a Igreja de Santa Maria em Lydiard Tregoze, deveriam receber 10 xelins, e os pobres combinados da paróquia 20 xelins. Os lucros de algumas das terras de Pleydell foram confiados aos associados políticos Sir Charles Danvers, Sir John Danvers, Sir John St. John e Sir Edward Baynton, agora cavaleiro; esperava-se que o neto de Pleydell, Charles (então menor de idade), herdasse uma fortuna considerável. O restante foi doado a Agnes, sua única filha e única executora; ela pagou aos supervisores do documento, Richard Danvers e o sobrinho de Gabriel, Robert Wells, 20 xelins por seus serviços.